# Фридерика Августа фон Анхалт-Бернбург
Фридерика Августа София фон Анхалт-Бернбург (на немски: Friederike Auguste Sophie von Anhalt-Bernburg; * 28 август 1744 в Баленщет; † 12 април 1827 в дворец Косвиг) от род Аскани е принцеса от Анхалт-Бернбург и чрез женитба княгиня на Княжество Анхалт-Цербст. Тя е снаха на императрицата на Русия Екатерина II Велика (1729 – 1796). Тя управлява от април 1793 до октомври 1806 г. наследственото господство Йевер.
Тя е третата дъщеря на княз Виктор II Фридрих фон Анхалт-Бернбург (1700 – 1765) и втората му съпруга принцеса Албертина фон Бранденбург-Швет (1712 – 1750), дъщеря на маркграф Албрехт Фридрих фон Бранденбург-Шведт (1672 – 1731).  По баща е внучка на княз Карл Фридрих фон Анхалт-Бернбург.
Фридерика Августа се омъжва на 22 май 1764 г. в дворец Баленщет в Харц за роднината си княз Фридрих Август фон Анхалт-Цербст (1734 – 1793), брат на руската императрица Екатерина II. Тя е втората му съпруга. Бракът е бездетен.
Заради конфликт с Прусия князът управлява Анхалт-Цербст от 1758 г. от чужбина. През февруари 1765 г. те отиват в Базел. Нейният съпруг напуска Базел през 1780 г., а тя едва през 1791 г. През март 1793 г. в Йевер тя разбира за смъртта на нейния съпруг. След няколко седмици тя получава управлението на Йевер до окупацията от войската на Наполеон през октомври 1806 г.
След нейната абдикация Фридерика се оттегля в дворец Косвиг, където живее със сестра си Кристина Елизабет Албертина фон Анхалт-Бернбург (1746 – 1823). Тя умира бездетна на 12 април 1827 г.